# Dmitrij Sinicyn
Dmitrij Władimirowicz Sinicyn (ros. Дмитрий Владимирович Синицын, ur. 29 października 1973 w Swierdłowsku) – rosyjski kombinator norweski, dwukrotny brązowy medalista mistrzostw świata.

## Kariera
W Pucharze Świata Dmitrij Sinicyn zadebiutował 29 grudnia 1997 roku w Oberwiesenthal, zajmując siódme miejsce w konkursie rozgrywanym metodą Gundersena. Tym samym już w swoim debiucie wywalczył pierwsze pucharowe punkty. Punktował we wszystkich pozostałych konkursach sezonu 1997/1998, najlepszy wynik osiągając 13 stycznia 1998 roku w Ramsau, gdzie zajął szóste miejsce. W klasyfikacji generalnej zajął ostatecznie szesnastą pozycję. W lutym 1998 roku wystąpił na Igrzyskach Olimpijskich w Nagano, gdzie indywidualnie zajął dziesiąte miejsce, a w sztafecie był dziewiąty.
Najlepsze wyniki osiągnął w sezonie 1998/1999, który zakończył na dziesiątym miejscu w klasyfikacji generalnej. Punktował we wszystkich zawodach, przy czym dziewięciokrotnie plasował się w czołowej dziesiątce. Nie stanął na podium, jednak trzykrotnie zajmował czwarte miejsce: 27 listopada 1998 roku w Lillehammer oraz 3 stycznia Schonach i 20 marca 1999 roku w Zakopanem. W 1999 roku wystartował także na Mistrzostwach Świata w Ramsau, gdzie osiągnął największe sukcesy w swojej karierze. W Gundersenie zajmował drugie miejsce po skokach, przegrywając tylko z Samppą Lajunenem z Finlandii, jednak na trasie biegu obaj zostali wyprzedzeni przez Norwega Bjarte Engena Vika. Ostatecznie Rosjanin zdobył brązowy medal, tracąc do Vika blisko dwie minuty. Ponadto w konkursie drużynowym wspólnie z Nikołajem Parfionowem, Aleksiejem Fadiejewem i Walerijem Stolarowem wywalczył kolejny brązowy medal. Po skokach Rosjanie zajmowali drugą pozycję za Finami, jedna w biegu wyprzedzili ich Norwegowie, co więcej musieli bronić trzeciego miejsca przed atakami Francuzów, z którymi wygrali walkę o podium o zaledwie 0.1 sekundy.
Sinicyn startował w zawodach do zakończenia sezonu 2000/2001, ale sukcesów już nie osiągał. Nie wystąpił na Mistrzostwach Świata w Lahti w 2001 roku, startował za to w zawodach Pucharu Świata B (obecnie Puchar Kontynentalny), gdzie osiągał większe sukcesy. Zajął między innymi trzynaste miejsce w klasyfikacji sezonu 1999/2000, a w konkursach tego cyklu trzykrotnie zwyciężał. W 2001 roku zakończył karierę.

## Osiągnięcia

### Igrzyska Olimpijskie
| Miejsce | Dzień     | Rok  | Miejscowość | Konkurencja          | Wynik zwycięzcy | Strata      | Zwycięzca        |
| ------- | --------- | ---- | ----------- | -------------------- | --------------- | ----------- | ---------------- |
| 10.     | 14 lutego | 1998 | Nagano      | Gundersen K-90/15 km | 41:21.1 min     | +2:26.9 min | Bjarte Engen Vik |
| 9.      | 20 lutego | 1998 | Nagano      | Sztafeta K-90/4x5 km | 54:11.5 min     | +4:22.7 min | Norwegia         |

### Mistrzostwa świata
| Miejsce | Dzień     | Rok  | Miejscowość | Konkurencja          | Wynik zwycięzcy | Strata      | Zwycięzca        |
| ------- | --------- | ---- | ----------- | -------------------- | --------------- | ----------- | ---------------- |
| 3.      | 20 lutego | 1999 | Ramsau      | Gundersen K-90/15 km | 37:04.8 min     | +1:52.9 min | Bjarte Engen Vik |
| 3.      | 25 lutego | 1999 | Ramsau      | Sztafeta K-90/4x5 km | 49:34.2 min     | +1:53.2 min | Finlandia        |
| 20.     | 27 lutego | 1999 | Ramsau      | Sprint K-90/7.5 km   | 17:48.4 min     | +1:31.5 min | Bjarte Engen Vik |

### Puchar Świata

#### Miejsca w klasyfikacji generalnej
- sezon 1997/1998: 16.
- sezon 1998/1999: 10.
- sezon 2000/2001: -

#### Miejsca na podium chronologicznie
Sinicyn nigdy nie stał na podium zawodów Pucharu Świata.

### Puchar Kontynentalny

#### Miejsca w klasyfikacji generalnej
- sezon 1999/2000: 13.
- sezon 2000/2001: 34.

#### Miejsca na podium chronologicznie
| Nr | Data            | Miejscowość | Konkurencja         | Pozycja | Zwycięzca |
| -- | --------------- | ----------- | ------------------- | ------- | --------- |
| 1. | 7 grudnia 1997  | Gällivare   | Gundersen K90/15 km | 1.      | -         |
| 2. | 17 grudnia 1997 | Vuokatti    | Gundersen K90/15 km | 1.      | -         |
| 3. | 20 grudnia 1997 | Vuokatti    | Sprint K90/7.5 km   | 1.      | -         |